# Alsomyia splendens
Alsomyia splendens är en tvåvingeart som beskrevs av Richter 1994. Alsomyia splendens ingår i släktet Alsomyia och familjen parasitflugor.
Artens utbredningsområde är Turkmenistan. Inga underarter finns listade i Catalogue of Life.